# عملة تاتش بيس

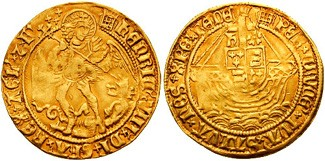
هنري الثامن : رئيس الملائكة ميخائيل يخوض معركة مع الشيطان (عملة ذهبية رقيقة)

تاتش بيس أو القطعة اللمسية هي عملة معدنية أو ميدالية يُعتقد أنها تعالج الأمراض وتجلب الحظ السعيد وتؤثر على سلوك الناس وتنفذ عملاً عمليًا محددًا وما إلى ذلك.
ما تشترك فيه معظم قطع اللمس هو أنه يجب لمسها أو الاتصال بها جسديًا بصفة وثيقة للحصول على "القوة" المعنية و/أو نقلها. وبمجرد تحقيق ذلك يُفترض أن تكون القوة موجودة بأسلوب دائم في العملة المعدنية والتي تصبح في الواقع بمثابة تميمة.

## علاج الأمراض بالعملات المعدنية
كان من الممكن فرك العملات المعدنية التي يقومون بالتبرع بها في المناولة المقدسة على أجزاء الجسم التي تعاني من الروماتيزم وكان يُعتقد أنها ستؤدي إلى الشفاء. سكت الميداليات الكبيرة أو الميداليات التي تظهر "هزيمة الشيطان" خصيصًا في بريطانيا ووزعت بين الفقراء اعتقادًا منهم أنها ستقلل من الأمراض والأسقام. إذ يعود تقليد قطع اللمس إلى زمن روما القديمة عندما أعطى الإمبراطور فيسباسيان (69-79 م) العملات المعدنية للمرضى في احتفال يُعرف باسم "اللمس".
وقد حظيت العديد من العملات المعدنية تاتش بيس المميزة بتقدير المتلقين وفي بعض الأحيان ظلت في حوزة العائلات لأجيال عديدة، كما في حالة "لي بيني" التي حصل عليها السير سيمون لوكهارت من الأراضي المقدسة أثناء إحدى الحملات الصليبية. وهذه العملة المعدنية وهي عملة إدوارد الأول والتي لا تزال تحتفظ بها العائلة تحتوي على حجر مثلثي اللون أحمر غامق اللون. كما يحتفظون بالعملة في صندوق ذهبي أهدته الملكة فيكتوريا للجنرال لوكهارت. يُقال أنه قادر على علاج داء الكلب والنزيف وأمراض الحيوانات المختلفة. كما كانت العملة معفاة من حظر كنيسة اسكتلندا على التعويذات وأقرضت لمواطني نيوكاسل في عهد الملك تشارلز الأول لحمايتهم من الطاعون. وقد قاموا بالتعهد بدفع مبلغ يتراوح بين 1000 و6000 جنيه إسترليني لإعادتها.
كانت أسطورة لي بيني سبباً في ظهور رواية السير والتر سكوت "التميمة". وضعت التميمة في الماء ثم شرب لتوفير العلاج. ولم تؤخذ أي أموال مقابل استخدامه على الإطلاق. في عام 1629 حاولت إيزوبيل يونج -التي أُحرقت بتهمة السحر في وقت لاحق من نفس العام- استعارة الحجر لعلاج الماشية. لم ترغب عائلة لوكارت من لي في إقراض الحجر في إطاره الفضي؛ ومع ذلك فقد أعطوا قوارير من الماء الذي نقعوا العملة فيه.

### شفاء شر الملك أو الملكة

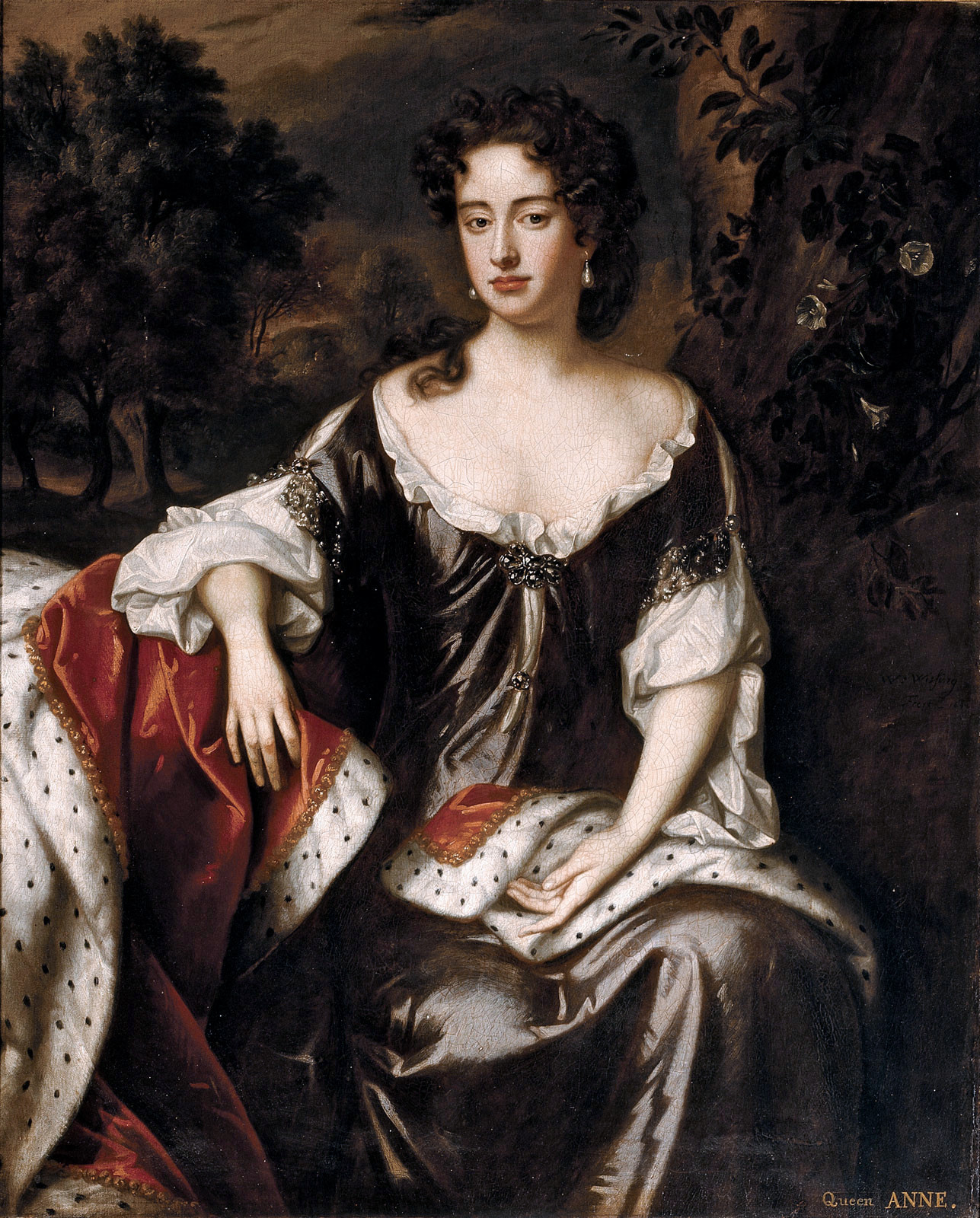
الملكة آن

كان يُعتقد أن الأشخاص ذوي الدم الملكي لديهم القدرة "الموهوبة من الله" على شفاء هذه الحالة عن طريق اللمس وقد مارس ملوك إنجلترا وفرنسا هذه القدرة لعلاج المصابين بمرض السل والذي يعني "شر الخنزير" كما كان شائعًا في الخنازير وهو شكل من أشكال السل في العظام والعقد الليمفاوية والمعروف باسم "شر الملك أو الملكة" أو "موربوس ريجيوس". في فرنسا كان يطلق عليه اسم مال دي روي. سُجِّل أن ويليام الأسد ملك اسكتلندا قد نجح في عام 1206 في علاج حالة من مرض التهاب الكبد الوبائي من خلال لمسه وبركته لطفل كان يعاني من المرض. لقد أثر تشارلز الأول على حوالي 100 شخص بعد فترة وجيزة من تتويجه في هوليرود في عام 1633. ونادرًا ما يكون هذا المرض قاتلًا حيث يعالج تلقائيًا بعد فترات طويلة من الهدوء. وقد سجلت العديد من حالات الشفاء المعجزية وعُزيت حالات الفشل إلى عدم الإيمان بالمريض. وقد احتوى كتاب الصلاة المشترك الأصلي للكنيسة الأنجليكانية على هذه المراسم. كان يُعتقد أن القوة الإلهية للملوك تنحدر من إدوارد المعترف الذي تلقاها وفقًا لبعض الأساطير من القديس ريميجيوس.
استمرت العادة منذ عهد إدوارد المعترف حتى عهد آن مع أن سلفها ويليام الثالث رفض الإيمان بالتقليد ولم يمارس الاحتفال. وقد أجرى جيمس الثاني وجيمس فرانسيس إدوارد ستيوارت المدعي القديم الحفل. ومن المعروف أن تشارلز إدوارد ستيوارت "المدعي الشاب" قام بأداء هذه الطقوس في عام 1745 في قلعة جلاميس أثناء تمرده ضد جورج الثاني وأيضًا في فرنسا بعد نفيه. وأخيرًا قام هنري بنديكت ستيوارت شقيق تشارلز بإجراء المراسم حتى وفاته في عام 1807. لقد أنتج جميع أفراد عائلة ستيوارت اليعقوبية ميداليات خاصة ذات تصميمات ونقوش متنوعة. ويمكن العثور عليها في الذهب والفضة وحتى الرصاص.
كان روبرت الثاني ملك فرنسا أول من مارس هذه الطقوس في القرن الحادي عشر. يقال أن هنري الرابع ملك فرنسا كان يلمس ويعالج ما يصل إلى 1500 شخص في المرة الواحدة. ولا يوجد سجل يثبت أن أول أربعة ملوك نورمان حاولوا العلاج عن طريق اللمس، ومع ذلك هناك سجلات تشير إلى أن هنري الثاني ملك إنجلترا قام بذلك. قامت ماري الأولى ملكة إنجلترا بإجراء الحفل وقامت أختها غير الشقيقة إليزابيث الأولى بمعالجة جميع "الرتب والدرجات". نشر ويليام توكر كتابًا حول هذا الموضوع بعنوان "الكاريزما؛ سيف دونوم ساناتيونيس".

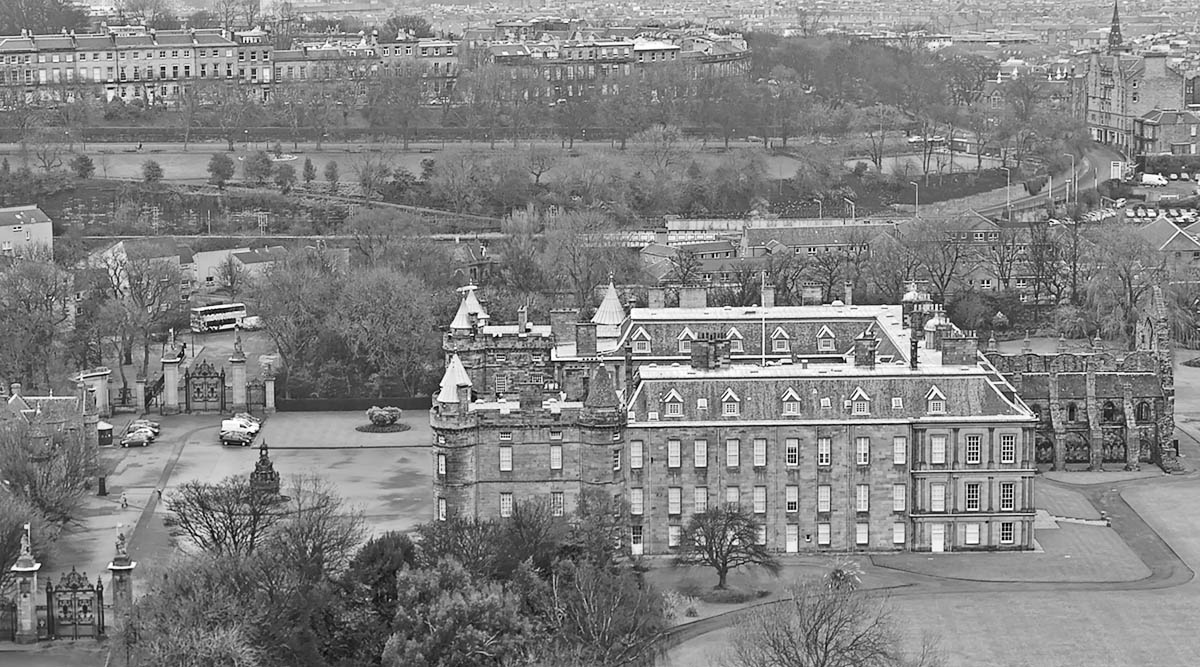
قصر هوليرود وديره 2006

لمست الملكة آن من بين العديد من الآخرين الطفل الرضيع صموئيل جونسون البالغ من العمر عامين في عام 1712 دون جدوى، فمع تعافيه في النهاية إلا أنه أصيب بندوب خطيرة والعمى في إحدى عينيه. وكان يرتدي الميدالية حول رقبته طوال حياته وهي محفوظة الآن في المتحف البريطاني. كان يُعتقد أنه إذا لم يرتدي قطعة اللمس فإن الحالة ستعود. وقامت الملكة آن بأداء الحفل آخر مرة في 14 أبريل 1714. كما وضع جورج الأول حداً لهذه الممارسة باعتبارها "كاثوليكية للغاية" لكن ملوك فرنسا استمروا في هذه العادة حتى عام 1825. ويصف ويليام مالميسبري هذه المراسم في كتابه "سجلات ملوك إنجلترا" (1120) ويصف شكسبير هذه الممارسة في مسرحية ماكبث.
غالبًا ما نجد عملات الملائكة الذهبية التي سكت لأول مرة في بريطانيا في عام 1465 وما بعدها وخاصة في عهد جيمس الأول وتشارلز الأول ومثقوبة رسميًا في المنتصف، كما هو موضح في عملات إنجلترا 2001 لاستخدامها كقطع لمس. واستخدم ملوك بيت ستيوارت هذه المراسم للمساعدة في تعزيز الاعتقاد بـ"الحق الإلهي للملوك". لقد أصدر تشارلز الأول الملائكة في الواقع كقطع غيار فقط تقريبًا لدرجة أنه من الصعب العثور على عينات سليمة. وكان أول ملك يقيم الحفل في اسكتلندا في قصر هوليرود في 18 يونيو 1633. قد يشير حجم الثقب إلى كمية الذهب التي أخذت كدفعة بواسطة الصائغ أو دار سك العملة مقابل عمل الثقب أو اللكم وتوفير شريط أو خيط حريري.

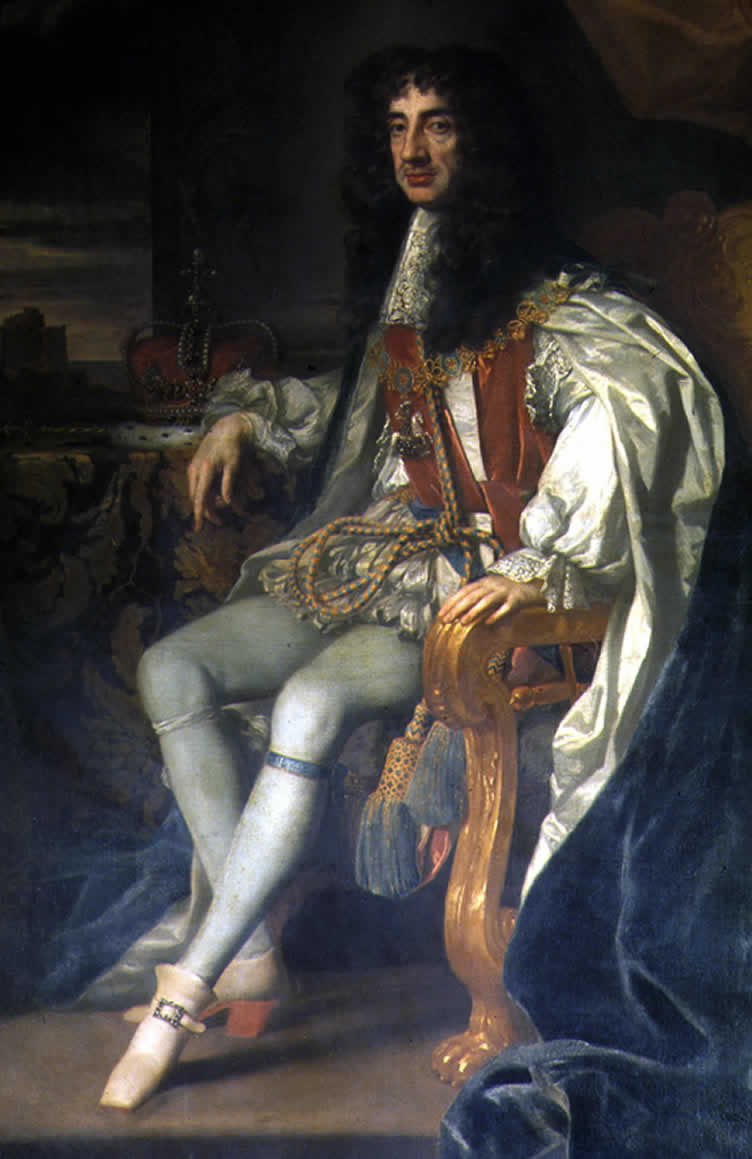
تشارلز الثاني

كان العلاج عادة عبارة عن "وضع أيدي" الملك والعملة أو الميدالية الملائكية وما إلى ذلك مع لمسة الملك وكان يُنظر إليها على أنها إيصال أو تعويذة لإمكانية قوة الشفاء التي يتمتع بها الملك. في الأصل كان الملك يدفع تكاليف دعم المريض حتى يتعافى أو يموت. قد يكون التحرك نحو إهداء قطعة من العملة الذهبية بمثابة تسوية عندما توقف العرف الذي كان يفرضه الملك لدعم "السكن والطعام". كان يُعتقد في القرن الثامن عشر وأوائل القرن التاسع عشر أن القهوة تُعتبر علاج لمرض داء الخنازير ولكنها ليست بعلاج له.
كانت عملة الملاك مفضلة في هذه الاحتفالات لأنها تحتوي على صورة القديس ميخائيل وهو يقتل الشيطان ممثلاً على شكل تنين (في الواقع التنين المجنح). وقد كان القديس ميخائيل الموقر بصفة خاصة لدوره كقائد للجيش السماوي الذي طرد الشيطان من السماء مرتبطًا أيضًا بطرد الشياطين وعلى هذا كان يُنظر إليه على أنه حارس للمرضى.
قام الملك بنفسه بتعليق هذه التمائم على شكل قطع لمس حول أعناق المصابين. فوي السنوات الأخيرة لم يلمس تشارلز الثاني سوى الميدالية لأنه كان يكره بدرجة غير مفاجئة لمس الأشخاص المرضى بصفة مباشرة. لقد "لمس" 92,107 شخص في 21 عام من 1661 إلى 1682 وأدى الوظيفة 8,500 مرة في عام 1682 وحده.
بعد أن توقف سك هذه العملات في عام 1634 قام تشارلز الثاني بثقب الميداليات الذهبية التي أنتجتها خصيصًا دار سك العملة بتصميم مماثل للخير وهو يهزم الشر. حيث يوجد مثال على ميدالية في المتحف البريطاني عليها يد تنزل من سحابة نحو أربعة رؤوس مع عبارة "لمسهم" حول الهامش وعلى الجانب الآخر وردة وشوك مع عبارة "فشفوا".
ولقد سجل صموئيل بيبس في مذكراته بتاريخ 13 أبريل 1661: "إلى وايت هول إلى قاعة الولائم ورأيت الملك يشفى وكانت هذه هي المرة الأولى التي أراه فيها يفعل ذلك". - وهو ما فعله بجدية كبيرة. وبدا لي وكأنه مكتب قبيح وبسيط." يشير جون إيفلين أيضًا إلى الحفل في مذكراته بتاريخ 6 يوليو 1660 و28 مارس 1684.
يكتب جون واين في سيرته الذاتية للدكتور صموئيل جونسون أن والدته أخذته عندما كان طفل صغير إلى لندن بحيث وبعد أن وقف في طابور طويل مع العديد من الآخرين أصبح بدوره خاضع لهذه الطقوس من الملكة آن.
ومن غير المستغرب أن يكون النظام مفتوح للإساءة وقد بُذلت محاولات عديدة لضمان حصول الحالات المستحقة فقط على العملة الذهبية لأن الآخرين سوف يبيعونها ببساطة.

## الحظ والعملات المعدنية

### عملات الحظ السعيد

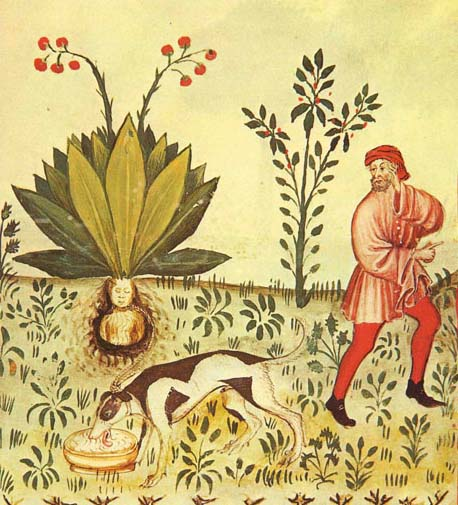
رسم توضيحي لنبات الماندريك الذي يُعتقد أنه يتمتع بخصائص سحرية من مخطوطة تاكوينوم سانيتاتيس التي تعود إلى القرن الخامس عشر.

في العديد من البلدان كان يُعتقد أن العملات المعدنية المثقوبة تجلب الحظ السعيد. وقد يرتبط هذا الاعتقاد بخرافة مماثلة مرتبطة بالحجارة أو الحصى التي تحتوي على ثقوب والتي تسمى غالبًا "أحجار الأفعى" وتعلق حول الرقبة. كما يُقال إن حمل عملة معدنية تحمل تاريخ ميلاد الشخص يجلب الحظ. في النمسا، أي عملة معدنية عثر عليها أثناء عاصفة مطيرة تعتبر محظوظة بصفة خاصة لأنه يقال أنها سقطت من السماء. وتتطلب التعويذات الأوروبية في كثير من الأحيان استخدام عملات فضية والتي تكون محفورة عليها علامات مثل "X" أو تكون منحنية. حيث تعمل هذه الإجراءات على تخصيص العملة المعدنية مما يجعلها مميزة بأسلوب فريد بالنسبة لمالكها. "الستة بنسات" المحظوظة هي مثال معروف في بريطانيا العظمى.
كان يُعتقد أن عملات القربان المقدس تمتلك قدرات علاجية للعديد من الأمراض وخاصة الروماتيزم والصرع. فمثل هذه العملات المعدنية العادية التي كانت تقدم في المناولة يقومون بشراؤها من الكاهن مقابل 12 أو 13 بنس. بعد ذلك تثقب العملة المعدنية وترتدى حول رقبة الشخص المريض أو تحول إلى حلقة.
يسجل جونزاليس ويبلر أنه إذا ترك المال مع جذر الماندريك فإن الكمية سوف تتضاعف بين عشية وضحاها. وأضافت أن الطريقة لضمان ثروة الطفل في المستقبل هي وضع جزء من الحبل السري للطفل في كيس مع بعض العملات المعدنية. كما أن العملات المعدنية المحظوظة هي تعويذات محظوظة تحمل لجذب الثروة والحظ السعيد في حين أن العديد من العملات المعدنية -غالبًا ما تكون فضية- المرفقة بالأساور تضاعف التأثير بالإضافة إلى إصدار ضوضاء تخيف الأرواح الشريرة. إن الاستحمام مع قطعة بنس ملفوفة في قطعة قماش يجلب الحظ السعيد في بلتان أو الانقلاب الشتوي في الأساطير السلتية. "ضفادع المال" الصينية أو "ضفادع المال" والتي غالباً ما تحمل عملة معدنية في أفواهها تجلب الطعام والحظ والازدهار.

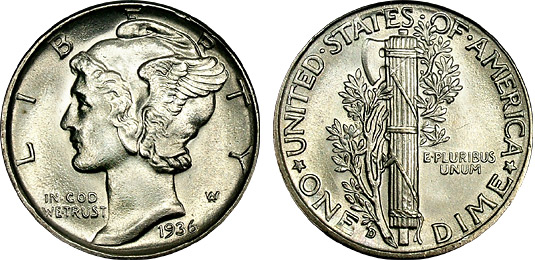
عملة معدنية من فئة عشرة سنتات تحمل شعار الحرية المجنح (ميركوري) عام 1936

هناك اعتقاد سلتي مفاده أنه عند اكتمال القمر يجب رنين أي عملات فضية على الشخص أو قلبها لمنع سوء الحظ كما أن العملات الفضية تزداد مع نمو حجم القمر. ويمكن أيضًا تقديم أمنية للقمر الجديد ولكن ليس كما يُرى من خلال الزجاج مع رنين العملات المعدنية في نفس الوقت. حيث تعتبر العملات الفضية الأمريكية من فئة "ميركوري" وخاصة تلك التي تحمل تاريخ سنة كبيسة محظوظة بوجه خاص. وغالبًا ما تكون هذه العملات المعدنية ذات العشرة سنتات هي تعويذات المقامرين حيث أن عطارد هو الإله الروماني الذي حكم مفترق الطرق وألعاب الحظ وما إلى ذلك. ومع أن هذه العملات المعدنية ذات العشرة سنتات تمثل في الواقع رأس الحرية إلا أن الناس يخطئون عادةً في اعتبارها عطارد. ويقال إن العملة الفضية التي ترتدى على الحلق سوف تتحول إلى اللون الأسود إذا حاول شخص ما تسميم طعام أو شراب من يرتديها. ويقومون بارتداء سنتات "الرأس الهندي" الأمريكية كتمائم لطرد الأرواح الشريرة أو السلبية. في إسبانيا تضع العروس عملة فضية من والدها في أحد الحذاءين وعملة ذهبية من والدتها في الحذاء الآخر. وهذا سيضمن أنها لن تحتاج إلى أي شيء أبدًا. كما وضعت العملات الفضية في حلوى عيد الميلاد وكعك أعياد الميلاد لجلب الحظ السعيد والثروة. كان أحد الاختلافات في هذه العادة هو أنه في بعض العائلات كان كل عضو يضيف عملة معدنية إلى وعاء الحلوى ويتمنى أمنية أثناء قيامه بذلك. إذا ظهرت عملتهم المعدنية في وعائهم يقال إن أمنيتهم سوف تتحقق بالتأكيد. في اليونان تضاف عملة معدنية إلى الفاسيلوبيتا وهو خبز يُخبز تكريماً لعيد القديس باسيليوس الكبير. في منتصف الليل تنقش علامة الصليب بالسكين على الكعكة لبركة المنزل وجلب الحظ السعيد للعام الجديد. وتقطع قطعة لكل فرد من أفراد الأسرة وأي زائر موجود في ذلك الوقت والشخص الذي يحصل على القطعة مع العملة المعدنية سيحصل على حظ سعيد وغالبًا يحصل على هدية.
في اليابان تعتبر عملة الخمسة ين محظوظة لأن "خمسة ين" في اللغة اليابانية هي غو إن وهي كلمة متجانسة مع كلمة جو-إن (御縁) حيث أن إن كلمة تعني الارتباط السببي أو العلاقة و"غو" هي بادئة احترامية. لذلك تستخدم غالباً في الأضرحة بالإضافة إلى الأموال الأولى التي توضع في محفظة جديدة.
في روما القديمة كانت العملات المعدنية التي تجلب الحظ السعيد متداولة على نطاق واسع. فعلى سبيل المثال كان الأباطرة الجدد يسكّون "القطع النذرية" والتي تتعهد بالسلام لمدة محددة من السنوات. وكان المواطنون يحملون مثل هذه العملات المعدنية في أيديهم عندما يتمنون أمنية أو يطلبون من الآلهة.
بالغالب يُنظر إلى العملات المعدنية التي تحمل رموز دينية على أنها تجلب الحظ. على سبيل المثال تحمل روبية الإمبراطور المغولي أكبر كلمات من العقيدة الإسلامية وفي الهند يُظهر راماتانكا الإله الهندوسي راما وزوجته سيتا وشقيقه وإله القرد هانومان. كانت الدوقات الذهبية الصادرة باسم دوق لوريدانو من البندقية في منتصف القرن الثامن عشر تحمل صورة المسيح وكانت تُصدر ليرتديها الحجاج كمعلقات. ويوجد في الديانة الشنتوية مزار يسمى زينيارياي بنتن حيث يغسل أتباعه أموالهم في مياه الينابيع في أوقات معينة من العام للتأكد من مضاعفة كميتها. وفي العصر الروماني كان البحارة يضعون العملات المعدنية تحت صواري سفنهم لضمان حماية الآلهة من غضب البحر.
يوجد نموذج نادر لـ"شجرة الأمنيات" بالقرب من منزل أردمادي في أرغيل باسكتلندا. الشجرة من نوع الزعرور وهو نوع يرتبط تقليديًا بالخصوبة كما في قصيدة "زهرة مايو". جذعها وأغصانها مغطاة بمئات العملات المعدنية التي غُرست في اللحاء ودخلت الخشب. التقليد المحلي هو أن أمنية ستتحقق لكل قطعة نقدية يتم التعامل معها بهذه الطريقة. تحتوي العديد من الحانات مثل "بانش بول" في أسخام بالقرب من بنريث في كمبريا على عوارض قديمة بها شقوق حيث تدخل العملات المعدنية "من أجل الحظ".
في بعض البلدان يعتبر العثور على عملة معدنية على الأرض ثم الاحتفاظ بها بمثابة جلب الحظ السعيد لمن وجدها لبقية اليوم، وهو اعتقاد ينعكس في المثل القائل "ابحث عن بنس واحد والتقطه وستحظى بحظ سعيد طوال اليوم".  كما تتضمن أشكال هذه الخرافة منح الحظ السعيد فقط لمن يجد العملة إذا عثر عليها مقلوبة أو منح الحظ السيئ لمن يجدها إذا قام بالتقاط العملة عندما كانت مقلوبة.

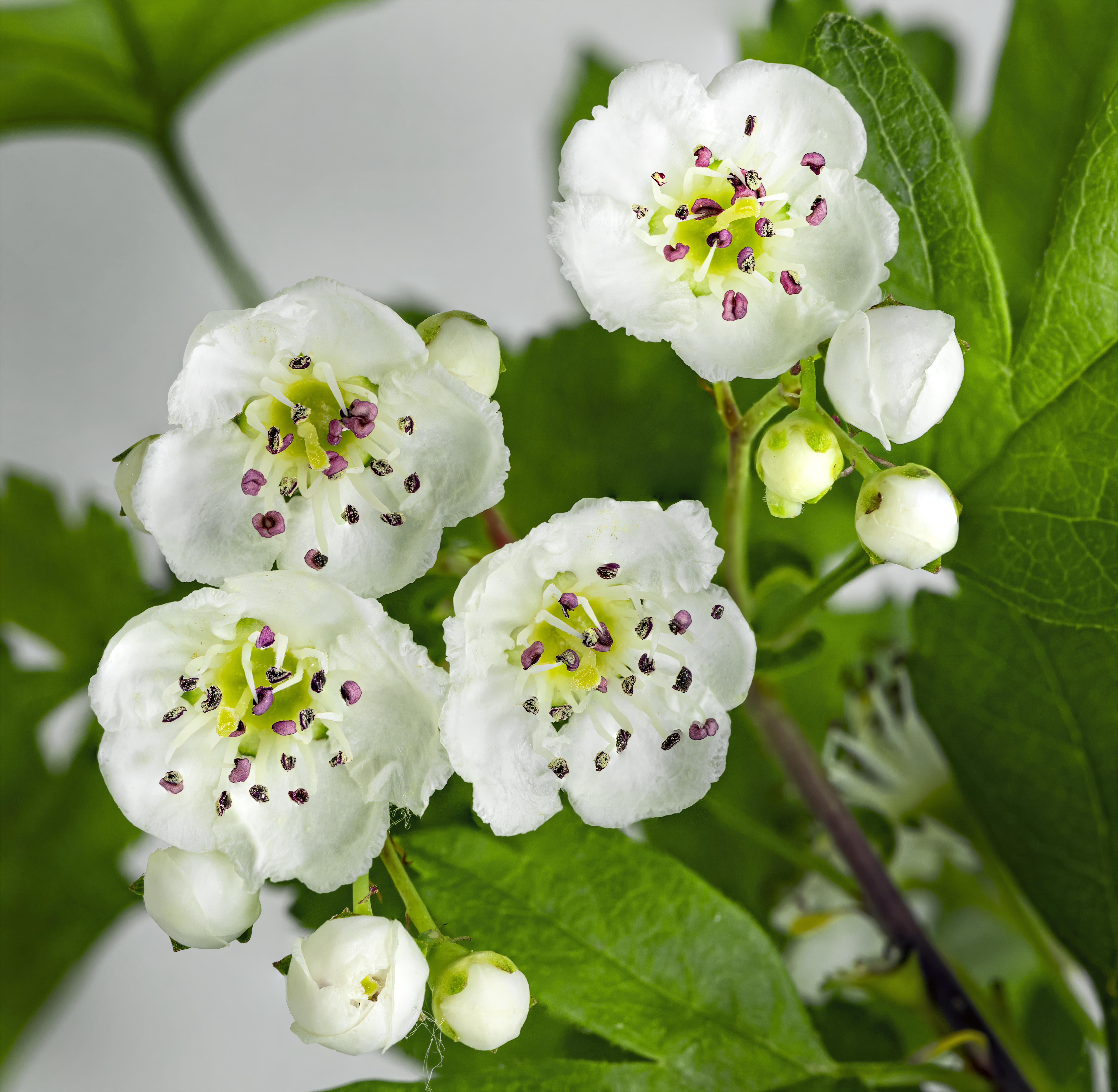
زهور الزعرور الشائعة

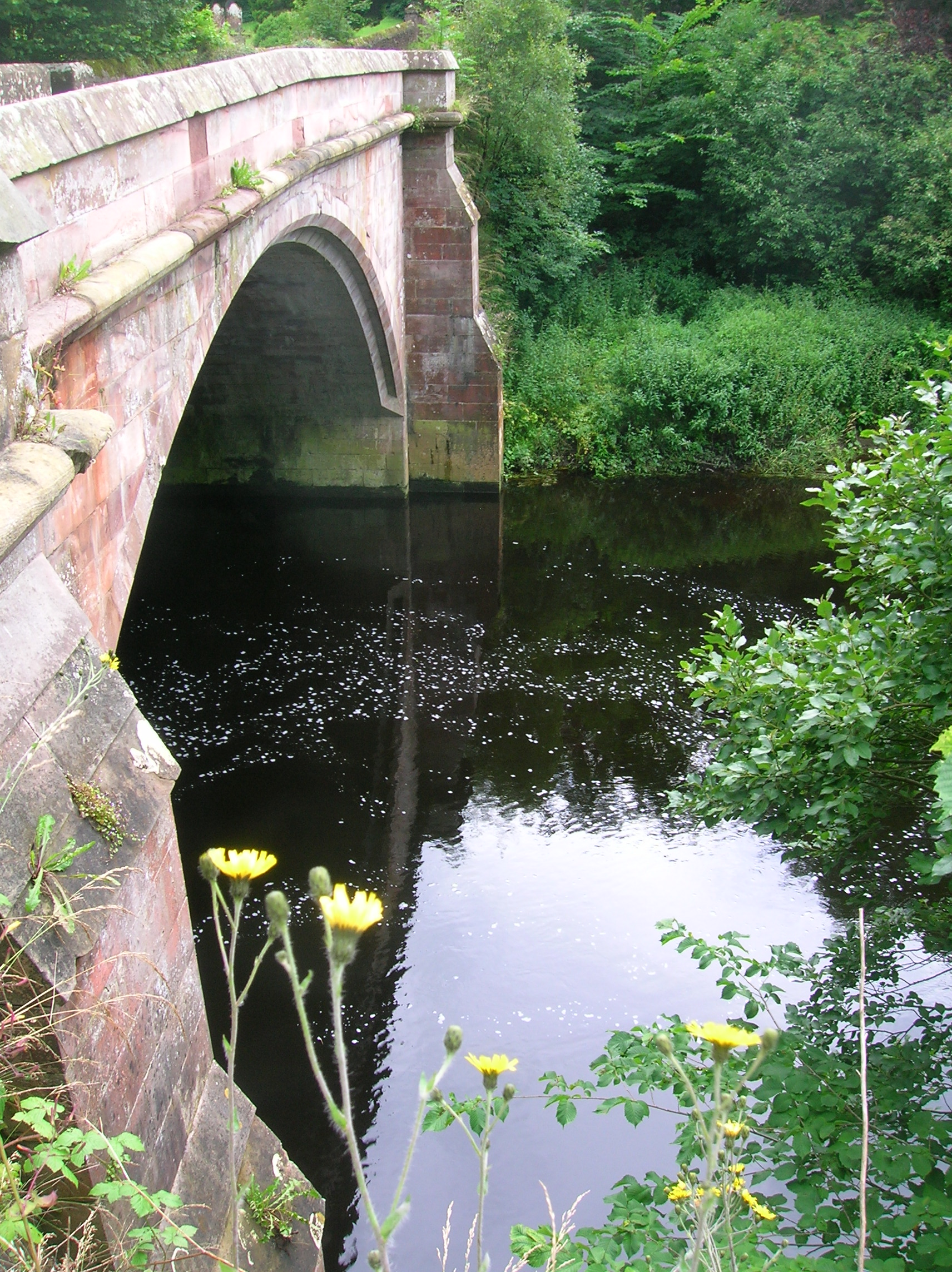
الجسر فوق المياه لوثر في أسكام.

من العادات المحلية الأخرى في أسكهام رمي العملات المعدنية من الجسر القريب على صخرة تقع أسفل مستوى مياه النهر مباشرة. إن وقوف العملة المعدنية على الصخرة يمنح من يرميها حظًا سعيدًا. وتوجد صلات واضحة بين رمي العملات المعدنية والماء عمومًا وبين رميها سعيًا لكسب رضا أرواح الماء. إن بئر السيدة في كيلمورس باسكتلندا هو بئر أمنيات نموذجي. في بئر سانت كوبي (SX224 564) في كورنوال كانت الأسطورة أنه إذا لم يترك أي شخص عرضًا بالمال فسوف يتبعه إلى المنزل مخلوقات بيسكي على شكل عث طائر يجسد أرواح الموتى. وفي بحيرة نا جير في ساذرلاند باسكتلندا كان من المعتاد إلقاء العملات المعدنية في المياه لضمان احتفاظ المياه بخصائصها العلاجية.
"الساكس بنس الأسود" في اللغة الاسكتلندية هو ستة بنسات يفترض السذج أنه استلمه من الشيطان كتعهد بالمشاركة في روحه وجسده. وهي دائمًا ذات لون أسود لأنها ليست عملة قانونية، ولكن يُقال إنها تمتلك هذه الفضيلة الفريدة وهي أن الشخص الذي يحتفظ بها باستمرار في جيبه بغض النظر عن مقدار ما ينفقه سيجد دائمًا ستة بنسات أخرى بجانبها.
تقول إحدى الخرافات الديفونية أن حمل العملات المعدنية الملتوية يجلب الحظ السعيد ويمنع الشيطان.
في مثال على عادة العملات المعدنية المحظوظة الحديثة قام مسؤول رياضي كندي بغرس عملة معدنية بقيمة 1 دولار كندي سراً في جليد حلبة الهوكي في دورة الألعاب الأولمبية الشتوية عام 2002. ففاز كل من فريق الهوكي الكندي للرجال والسيدات بالميداليات الذهبية. وقد قام الكنديون بإخفاء العملات المعدنية في حلبات التزلج في العديد من المسابقات الدولية اللاحقة وفي أساسات المباني المخصصة لدورة الألعاب الأولمبية الشتوية في فانكوفر عام 2010. وأنتجت دار سك العملة الملكية الكندية عملة تذكارية "لوني محظوظ" لكل دورة ألعاب أوليمبية شتوية منذ عام 2002.

### عملات الحظ السيئ
في أيرلندا يُعتقد أن إعطاء المال يوم الاثنين يجلب الحظ السيئ.
عملة اليوان الفضية الصينية الصادرة عام 1932 تظهر سفينة حربية وأشعة شمس وسرب من الطيور. وقد اعتبرت هذه الطيور رمزاً لليابان (الشمس المشرقة) وطائراتها المقاتلة (الطيور) التي تغزو الصين. ثم أعيد إصدار العملة في عام 1933 بدون الشمس أو الطيور.
كان الفلورين "الملحد" يحمل صورة الملكة فيكتوريا الشابة لكنه أغفل النقوش المعتادة دي غراتيا (بنعمة الله) وكذلك فيدي ديفينسور (المدافع عن الإيمان) وكان يُنظر إليه على أنه يجلب الحظ السيئ.
كان العثور على المال بمثابة نذير شؤم في بعض الثقافات ولا يمكن إزالة اللعنة إلا بالتبرع بالمال.
يُعتبر وجود جيب فارغ نذير شؤم لأن حتى "العملة المعوجة" تُبقي الشيطان بعيدًا.

## رموز الحب

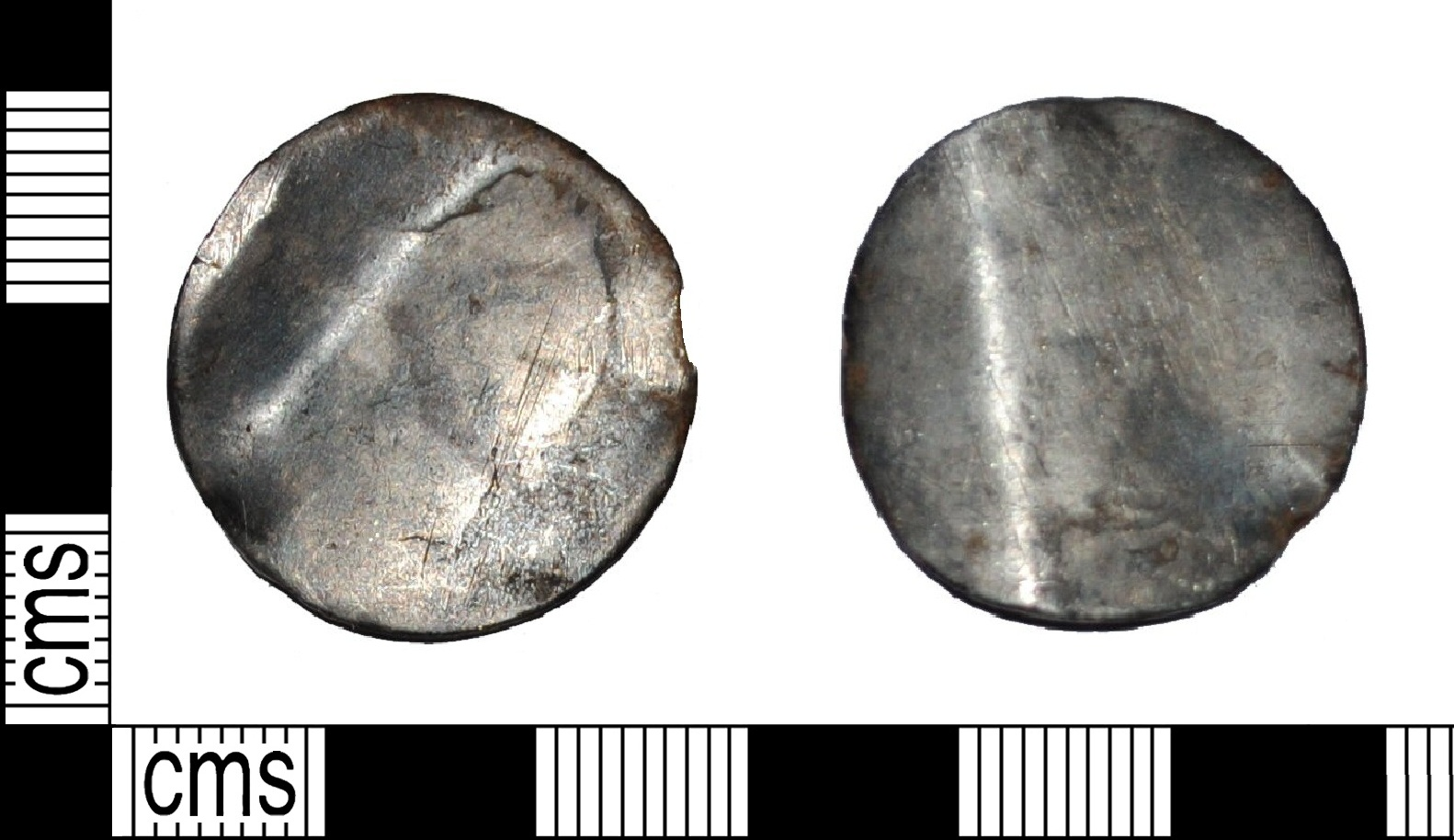
رمز حب إنجليزي مصنوع من شلن جيمس الثاني من أواخر القرن السابع عشر

قد يكون ثني العملة المعدنية كرمز للحب مشتقًا من الممارسة المسجلة جيدًا المتمثلة في ثني العملة المعدنية عند تقديم نذر لقديس مثل التعهد بإعطائها لمزار القديس إذا تدخل القديس لعلاج إنسان مريض أو حيوان وما إلى ذلك. حيث كان ثني العملة المعدنية عندما يقدم شخص ما نذر لشخص آخر ممارسة أخرى نشأت من هذا.

## الحماية من الشر
كان يُعتقد أن هبة البصيرة الثانية تأتي من الشيطان لذا وكحماية كانت تُستخدم عملة فضية لصنع صليب فوق كف عرافة غجرية وبالتالي تبديد أي شر. أما في اليابان وكوريا وإندونيسيا فقد ربطت العملات المعدنية معًا لتشكيل أشكال السيوف التي كان يُعتقد أنها تخيف الأرواح الشريرة ومن ثم تطردها. كما علقت فوق أسرة المرضى لطرد الأرواح الشريرة المسؤولة عن المرض.

## عملات ملعونة
في عام 2007 عثر أحد مستخدمي أجهزة الكشف عن المعادن في لينكولنشاير على لعنة مصنوعة من الرصاص على أحد الإمبراطورات الرومانيين. وكانت اللعنة التي استمرت لمدة 1650 عامًا بمثابة عمل من أعمال الخيانة والتجديف والتشويه الإجرامي للعملة الإمبراطورية. حيث كان الجاني قد لعن الإمبراطور فالنس عن طريق دق عملة معدنية عليها صورته في الرصاص ثم طوى الرصاص على وجهه. وتوجد آلاف من تعويذات اللعنة الرصاصية العادية مع نقوش مكتوبة وثقب صغير لتعليقها.

## قطع اللمس التي تؤثر على السلوك
إن وضع العملات المعدنية على عيون الموتى إذا ما أسقطت لفترة وجيزة في مشروب الزوج أو الزوجة من شأنه أن "يعميهم" عن أي خيانات قد يكون الشريك متورطًا فيها.
وتقول بعض المجموعات أيضًا أنه إذا ألقي فلس واحد في مشروب شخص ما فيجب عليه أن "يشرب" الباقي منه.

## العملات التي تقوم بعمل عملي محدد

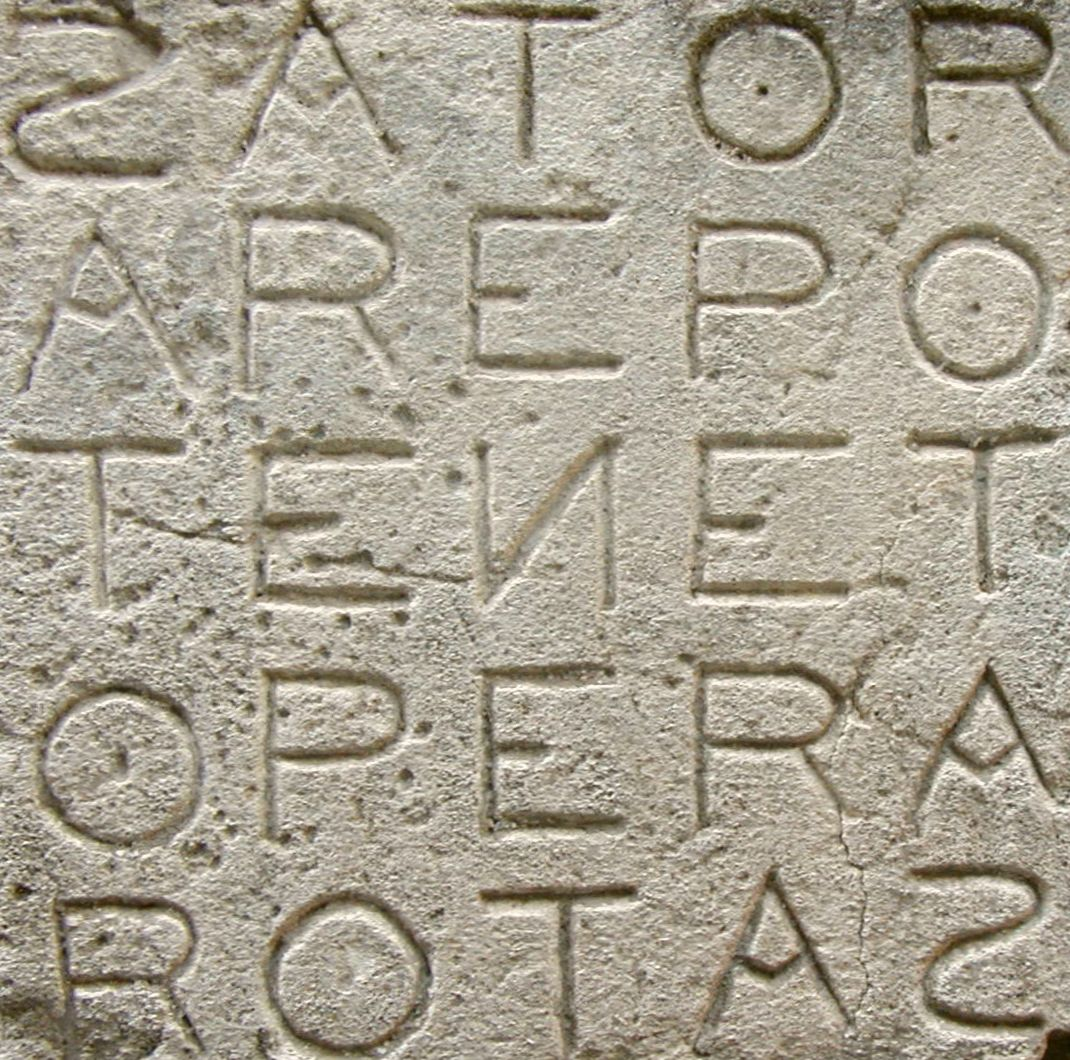
ساحة ساتور

في ألمانيا منذ العصور الوسطى كان يُعتقد أن قطعة نقدية فضية محفور عليها مربع ساتور سوف تطفئ النار إذا ألقيت في الحريق. ووضعت العملات المعدنية على عيون الجثة لمنعها من الفتح كما كانت توضع في الأساطير اليونانية كدفعة للقارب الذي يحمل الشخص الميت عبر نهر ستيكس إلى هاديس. وفي القرن السابع عشر كان الجنود يحملون العملات المعدنية التي تحمل نقشًا للقديس جورج كحماية من الإصابة بعد الهروب المحظوظ عندما تصيب رصاصة مثل هذه العملة ويظل الجندي دون أن يصاب بأذى (عملات العالم). كما تحمل بعض العملات الذهبية لإدوارد الثالث النقش الغامض: IHS MEDIVM ILLORVM IBAT ("ولكن يسوع مر في وسطهم ومضى في طريقه" - لوقا الرابع 30). ووفقًا للسير جون مانديفيلي كانت هذه تعويذة ضد قوة اللصوص.

## روابط خارجية
- Chisholm, Hugh, ed. (1911). "Angel (coin)" . Encyclopædia Britannica (بالإنجليزية) (11th ed.).
- Laying on of Hands
- The 'Lee Penny' at Electric Scotland
- Dr Johnson's Touch piece
- The Lucky Coin